# Klaartje Liebens
Klaartje Liebens (* 11. Januar 1995 in Brüssel) ist eine ehemalige belgische Tennisspielerin.

## Karriere
Liebens spielt hauptsächlich auf dem ITF Women’s Circuit, auf dem sie bisher fünf Turniersiege im Einzel erringen konnte. Ihr Debüt im Hauptfeld eines Turniers der WTA Tour hatte sie bei den BNP Paribas Fortis Diamond Games 2015 in Antwerpen.
Ihre beste Weltranglistenplatzierung im Einzel erreichte sie am 16. Februar 2015 mit Rang 295.
Ihr bislang letztes internationales Turnier spielte Liebens im Mai 2017. Sie wird daher nicht mehr in der Weltrangliste geführt.

## Turniersiege

### Einzel
| Nr. | Datum              | Turnier             | Kategorie   | Belag             | Finalgegnerin   | Ergebnis       |
| --- | ------------------ | ------------------- | ----------- | ----------------- | --------------- | -------------- |
| 1.  | 14. September 2013 | Mytilini            | ITF $10.000 | Hartplatz         | Maria Sakkari   | 6:2, 6:1       |
| 2.  | 17. November 2013  | Manchester          | ITF $10.000 | Hartplatz (Halle) | Natália Vajdová | 7:5, 6:1       |
| 3.  | 6. Juli 2014       | Brüssel             | ITF $10.000 | Sand              | Alice Matteucci | 7:64, 4:6, 6:1 |
| 4.  | 13. Juli 2014      | Balıkesir           | ITF $10.000 | Hartplatz         | Lou Brouleau    | 6:2, 6:2       |
| 5.  | 14. Dezember 2014  | Scharm asch-Schaich | ITF $10.000 | Hartplatz         | Vojislava Lukić | 6:73, 6:2, 6:4 |